# Diaphanosoma
Diaphanosoma is een geslacht van kreeftachtigen uit de klasse van de Branchiopoda (blad- of kieuwpootkreeftjes).

## Soorten
- Diaphanosoma brachyurum (Liévin, 1848)
- Diaphanosoma excisum G.O. Sars, 1885
- Diaphanosoma leuchtenbergianum Fischer, 1854